# Eurytoma piurae
Eurytoma piurae är en stekelart som beskrevs av Crawford 1912. Eurytoma piurae ingår i släktet Eurytoma och familjen kragglanssteklar.
Artens utbredningsområde är Peru. Inga underarter finns listade i Catalogue of Life.